# Lillträsket (Råneå socken, Norrbotten, 735674-177084)
Lillträsket är en sjö i Bodens kommun i Norrbotten och ingår i Råneälvens huvudavrinningsområde. Sjön är 2,4 meter djup, har en yta på 0,511 kvadratkilometer och befinner sig 69,9 meter över havet. Lillträsket ligger i Råneälven Natura 2000-område. Sjön avvattnas av vattendraget Lillträskbäcken.

## Delavrinningsområde
Lillträsket ingår i det delavrinningsområde (735826-177067) som SMHI kallar för Utloppet av Lillträsket. Medelhöjden är 90 meter över havet och ytan är 7,65 kvadratkilometer. Det finns inga avrinningsområden uppströms utan avrinningsområdet är högsta punkten. Lillträskbäcken som avvattnar avrinningsområdet har biflödesordning 3, vilket innebär att vattnet flödar genom totalt 3 vattendrag innan det når havet efter 59 kilometer. Avrinningsområdet består mestadels av skog (56 procent) och sankmarker (14 procent). Avrinningsområdet har 0,58 kvadratkilometer vattenytor vilket ger det en sjöprocent på 7,6 procent.